# دی‌وی‌دی تاک
دی‌وی‌دی تاک (انگلیسی: DVD Talk) وبگاه اخبار و نقد رسانه خانگی است که در سال ۱۹۹۹ توسط جافری کلاینمن تأسیس شده است.

## تاریخ
کلاینمن در ژانویه سال ۱۹۹۹ سایت را در بیورتون، اورگن ایجاد کرد. در کنار اخبار و نقد این وبسایت شامل اطلاعاتی در مورد محتوی مخفی دی‌وی‌دی که با نام ایستر اگ شناخته می‌شوند نیز هست. در سال ۲۰۰۰ پست‌های منتشرشده در انجمن آن‌ها باعث شد وبگاه آمازون عمل قیمت‌گذاری پویا را متوقف کند.